# 乔·伯罗
约瑟夫·李·伯罗（英語：Joseph Lee Burrow，1996年12月10日—），通称乔·伯罗（英語：Joe Burrow），美式橄榄球四分卫，出生于美国艾奥瓦州埃姆斯。大学期间带领路易斯安那州立大學获得2019赛季季后赛全国冠军。在2020年NFL选秀中，被辛辛那提猛虎以状元签选中。

## 大学生涯
伯罗于2015年进入俄亥俄州立大学七叶树队担任四分卫，在首赛季为红衫状态，在之后的2016和2017赛季担任替补，共以替补身份出场10次。2018赛季，在意识到德韦恩·哈斯金斯将成为新的首发四分卫后，伯罗选择转学至路易斯安那州立大學。
伯罗在路易斯安那州立大學老虎队被任命为首发四分卫。在首赛季2018赛季带领校队取得了10胜3负的战绩，包括在赛季末夺得喜庆碗。
2019赛季，伯罗带领校队取得了15胜0负的战绩，包括夺得了赛季末的季后赛全国冠军。2019年12月，他被票选为当赛季的海斯曼奖得主，他在票选中以1,846分领先第二名，打破了O·J·辛普森在1968年创下的1,750分的领先纪录。在当赛季的全国冠军赛中，他被评为进攻MVP。此外，他在该赛季取得60次传球达阵，创造了NCAA第一级别美式橄榄球碗赛分区的新纪录。

## NFL生涯
2020年，伯罗参加NFL选秀，被辛辛那提猛虎以第1轮第1顺位的状元身份选中，签下为期四年的新秀合同，共3610万美元。
他在2020新秀赛季即担任首发四分卫，在第11周的比赛中左膝受伤，结束赛季，于12月接受手术。
他在2021赛季康复归队，常规赛16场皆担任首发，取得10胜6负的战绩，带领猛虎队闯入季后赛。猛虎队在美联冠军赛中加时战胜堪薩斯城酋長，最终于超级碗以20-23落败于洛杉磯公羊。